# Caminhada penitencial
Denomina-se caminhada penitencial o ato devocional católico consistente em percorrer longas distâncias à pé, visando à propiciação dos próprios pecados ou os de outrem. Especialmente prevalentes durante o período da quaresma, essas caminhadas retiram seu fundamento teológico do conceito católico de penitência, isto é, a prática, pelo fiel, de um ato considerado desagradável ou incômodo, com o intuito de mortificar os sentidos e, por conseguinte, fazer prevalecer a vontade do espírito em detrimento daquela da carne. 
Prevalentes, sobretudo, nos estados do Nordeste do Brasil, tais práticas devocionais não possuem, em si, uma ordem ou liturgia predeterminada. Os fiéis, atendendo à convocação da diocese ou paróquia, concentram-se num local predeterminado e deslocam-se a pé até outro, distante do primeiro, em geral, vários quilômetros. Essas caminhadas podem ser precedidas ou sucedidas pela celebração da missa, e podem incluir a trasladação solene de ícones, imagens sacras ou cruzes processionais. Em Campina Grande, na Paraíba, os fiéis, enquanto caminham, agrupam-se em torno da centenária imagem do Senhor Bom Jesus dos Passos, custodiada na catedral diocesana e somente a deixando por ocasião desta jornada. Em Salvador e Feira de Santana, por seu turno, os caminheiros revezam-se para carregar uma pesada cruz de madeira. Durante o trajeto, pode haver a reza do terço ou de outras orações, bem como o canto de músicas sacras e populares. Em alguns lugares, no entanto, os fiéis são instruídos a manterem-se em silêncio. 
Além das suprarreferidas cidades, caminhadas penitenciais têm ocorrido anualmente nas cidades de Fortaleza, Caruaru, Joaçaba e em muitas outras cidades. Em Sena Madureira, interior do Acre, os fiéis caminham por 12 horas quase ininterruptas, entre as 18h e as 6h da manhã seguinte.